# Nazionale maschile di rugby a 13 del Canada
La nazionale di rugby a 13 del Canada è la selezione che rappresenta il Canada a livello internazionale nel rugby a 13. Il suo debutto risale al 1987, mentre la Canada Rugby League, ovvero l'ente che gestisce il rugby a 13 canadese, è stata fondata nel 2010 con lo scopo di diffondere il league nella nazione.